# On the Dancefloor
On the Dancefloor is een nummer van de Franse dj David Guetta uit 2009, met vocalen van de Amerikaanse rappers Will.i.am en Apl.de.ap, beiden bekend van The Black Eyed Peas. Het is de derde single van Guetta's vierde studioalbum One Love.
Het nummer werd enkel in België een hit. Het haalde een bescheiden 39e positie in de Vlaamse Ultratop 50.